# تارا كيلي
تارا كيلي (بالإنجليزية: Tara Kelly)‏ هي مجدفة أسترالية، ولدت في 21 يونيو 1985.

## وصلات خارجية
- تارا كيلي على موقع الاتحاد الدولي للتجديف (الإنجليزية)